# Adriano in Siria (Metastasio)
Adriano in Siria (Hadrian in Syrien) ist ein Opern-Libretto, ein Dramma per musica in drei Akten von Pietro Metastasio, einem italienischen Dichter und Librettisten, der am Wiener Kaiserhof Karls VI. wirkte. Es wurde von zahlreichen Komponisten vertont.  Die erste Vertonung durch Antonio Caldara wurde am 9. November 1732 am Wiener Hoftheater zum Namenstag des Kaisers uraufgeführt.
Eine deutsche Übersetzung des Librettos von Johann Anton Koch erschien 1769 unter dem Namen Hadrianus in Syrien im ersten Band seiner unvollendet gebliebenen Gesamtausgabe Des Herrn Abt Peter Metastasio Kayserl. Königl. Hofpoetens Dramatische Gedichte. Die Übersetzung einer anderen Libretto-Fassung veröffentlichte er 1776 unter dem Namen Hadrianus in Syrien, abgeändert im achten Band.

## Handlung
Die Handlung spielt um 117 n. Chr. in der Stadt Antiochia. Kaiser Adriano (Hadrian), ist verlobt mit Sabina, der Großnichte seines Vorgängers im Amt, des römischen Kaisers Trajan. Sabina wird jedoch von Adrianos Vertrautem Aquilio begehrt. Kaiser Adriano hatte die Parther besiegt und deren Hauptstadt besetzt. Unter den zahlreichen Gefangenen befindet sich Prinzessin Emirena, die Tochter des Partherkönigs Osroa (Osroes I.). Deren Verlobter Farnaspe ist zu Verhandlungen angereist. In seinem Gefolge befindet sich unerkannt auch König Osroa selbst. Kaiser Adriano verliebt sich in die schöne Prinzessin Emirena. Osroa unternimmt einige erfolglose Attentate gegen Adriano.
Der Kaiser muss sich entscheiden zwischen der Treue zu seiner Verlobten oder der Ehe mit der Partherprinzessin, die einen dauerhaften Frieden beider Völker verspricht. Die Intrigen kulminieren. Die Tugend siegt über die Leidenschaft. Bewegt von der Großmut Emirenas, die um des Friedens willen bereit ist, auf Farnaspe zu verzichten, entlässt der gute Herrscher alle Gefangenen in die Freiheit und verzichtet auf die geliebte Emirena, deren Glück mit Farnaspe nun nichts mehr im Wege steht.

„Adrianus ware in Antiochien, und hatte die Parther schon besieget, da er auf den Kayserlichen Thron erhoben wurde. Da befande sich auch unter anderen Gefangenen, die Princeßin Emirena, eine Tochter des überwundenen Königs, vor deren Schönheit der neue Kayser sein Hertz übel beschützet, obwohlen er lange Zeit vorhero mit Sabina, einer Nichte seines gutthätigen Vorfahrers, verlobet gewesen. Der Kayserlichen Macht gebrauchte er sich zum erstenmahl, um denen überwundenen Völckeren einen großmüthigen Frieden zuzustehen, und alle Asiatische Fürsten nacher Antiochien einzuladen, besonders aber den Osroas, Vatter der schönen Emirena. Er verlangte inbrünstiglich sich mit ihr zu vermählen, und hätte gewunschen, daß ein jeder solches für ein nothwendiges Band, eine immerwährende Freundschafft zwischen Rom und Asien, aufzurichten, gehalten hätte. Vielleicht hielte er es selbsten auch dafür, indem es ja ein nur allzugemeiner Irrthum, durch veränderten Nahmen der Sachen, sich das jenige als ein lobwürdiges Ziel vorzustellen, das doch nur ein Mittel ist, die selbst eigene Begierd zu stillen. Der Barbarische König aber, ein unversöhnlicher Feind des Römischen Nahmen, wiewohlen flüchtig, und geschlagen, verachtete die freundliche Einladung, und begabe sich unbekannt nacher Antiochien, unter dem Gefolge des Farnaspes, eines ihme zinnßbaren Fürsten, welchen er beständig antriebe, die Gefangene Tochter, so ihme schon zur Ehe versprochen, durch Bitten, und durch Schanckungen frey zu machen; damit hernach, wann ein so liebes Pfand aus des Feindes Händen entrissen, er jene seinem verzweiffleten Grimm gemässe Rache desto freyer auszuüben, trachten könnte. Sabina unterdessen, da sie die Erwählung ihres Adriani auf den Kayserlichen Thron vernohmen, und von seiner neuen Liebe noch nichts wissend, lieffe höchst begierig von Rom in Syrien, ihme dorten zu finden, und die gewünschte Vermählung mit ihme zu vollziehen. Das im Zweiffel stehende Gemüth des Kaysers, zwischen der, gegen die Parthische Princeßin tragender Liebe, und der Gewaltsamkeit der Verpflichtung, die ihne zur Sabina zuruck ruffet: Die Tugend-volle Ubertragung dieser : des Osroas heimliche Nachstellungen, dessen Schuld auf den unschuldigen Farnaspes fallet : und die Rasereyen der Emirena, bald wegen ihres Vatters, bald wegen ihres Liebhabers, und bald wegen ihrer selbst eigenen Gefahr, seynd die Triebe, unter welchen die eingeschläfferte Tugend des Adriani, sich nach und nach wieder ermunteret; welcher endlich ein Sieger über seine Liebe, dem Feind das Reich; die Gemahlin dem Mitbuhler; sein Hertz der Sabina, sich selbsten aber seine erste Glori wieder giebet.“

Die folgende Inhaltsangabe basiert auf dem Libretto der 1734 in Neapel aufgeführten Vertonung von Giovanni Battista Pergolesi.

### Erster Akt
Adriano fährt mit seinem Vertrauten Aquilio in seinem Triumphwagen auf dem großen Platz von Antiochien vor. Die besiegten Parther Farnaspe und Osroa überreichen Geschenke. Farnaspe schwört Adriano Gefolgschaft und bittet ihn, gemeinsam mit seiner Verlobten, Osroas Tochter Emirena, abreisen zu dürfen. Adriano erlaubt es unter der Bedingung, dass Emirena einverstanden ist.
Adrianos Vertrauter Aquilio liebt dessen Verlobte Sabina. Daher ist es für ihn von Vorteil, wenn Adriano Emirena heiratet. Er rät Emirena, ihre Gefühle für Farnaspe vor Adriano zu verbergen, um seine Eifersucht nicht zu wecken. Farnaspe fühlt sich dadurch von ihr zurückgestoßen. Adrianos Hoffnungen auf Emirena werden jedoch gestärkt.
Als Sabina unerwartet aus Rom eintrifft, ist Adriano verwirrt und weiß nicht, wie er sich ihr gegenüber verhalten soll. Aquilio verrät ihr, dass Adriano sich in Emirena verliebt hat.
Osroa hat den Palast in Brand gesteckt. Farnaspe versucht, Emirena zu retten und wird fälschlicherweise für den Brandstifter gehalten. Er und Emirena versichern sich ihrer Liebe.

### Zweiter Akt
Sabina wirft Emirena ihr Verhältnis mit Adriano vor. Diese weist das zurück und überzeugt sie davon, dass ihre echte Liebe Farnaspe gilt. Sabina verspricht, ihr bei der Flucht mit Aquilio zu helfen. Sie will die beiden am nächsten Morgen an einer Quelle im königlichen Garten erwarten.
Adriano gesteht Sabina sein Verhältnis mit Emirena. Sie ist empört und macht ihm Vorwürfe. Er verspricht, zu ihr zurückzukehren. Aquilio kommt hinzu und bittet für Emirena.
An der Quelle im Garten erwartet Emirena Farnaspe und Sabina. Sabina erklärt ihnen den Fluchtweg und verlässt sie. Farnaspe und Emirena versichern sich ihrer Liebe. Bevor sie sich jedoch auf den Weg machen können, hören sie Waffenlärm. Emirena versteckt sich. Osroa kommt mit einem blutigen Schwert in der Hand. Er erzählt Farnaspe, wie er Adriano getötet hat und versteckt sich ebenfalls. Dabei wird er von Emirena beobachtet, die ihren Vater jedoch nicht erkannt hat. Da kommt Adriano, der unverletzt geblieben ist, und beschuldigt nun Farnaspe des versuchten Königsmords. Emirena verrät ihm das Versteck des echten Schuldigen. Da dieser keine Reue zeigt, lasst der wütende Adriano Osroa, Farnaspe und Emirena festnehmen. Emirena bittet ihren Vater um Verzeihung, die dieser ihr gewährt. Die drei werden einzeln abgeführt.

### Dritter Akt
Aquilio berichtet Sabina, dass Adriano von ihrer Mithilfe bei der Flucht Emirenas und Farnaspes weiß. Er habe sie zur Strafe verbannt und sie solle sofort mit dem Schiff abreisen. Aquilio bittet sie, dem Befehl zu gehorchen und ihm zu vertrauen, da er noch einmal mit Adriano sprechen möchte.
Als Aquilio mit Adriano spricht, sucht dieser nach einem geeigneten Grund, Sabina zurückzuhalten, kann aber keinen finden. Aquilio rät ihm, Osroa um Emirenas Hand zu bitten, diesen im Gegenzug freizulassen und ihm sein Reich zurückzugeben. Osroa ist scheinbar einverstanden. Adriano lässt ihm daher die Ketten abnehmen und Emirena holen. Osroa zeigt sich nun jedoch unversöhnlich und befiehlt seiner Tochter, den Kaiser abzuweisen. Adriano fühlt sich verspottet und geht. Osroa bittet nun seine Tochter um einen Beweis ihrer Treue. Sie soll den Kaiser töten. Dies jedoch weist sie entschieden zurück.
Der verzweifelte Farnaspe bittet Emirena, dem Kaiser nachzugeben. Nur so könne sie noch ihren Vater und ihr Heimatland retten.
Am Hafen wird Sabina von Adriano aufgehalten. Er fragt sie, warum sie so plötzlich ohne Abschied abreisen möchte. Sie weist ihn darauf hin, dass doch er es war, der sie verbannt hatte. So wird Aquilios Intrige aufgedeckt. Emirena und Farnaspe kommen hinzu und bitten Adriano um Gnade für Osroa. Emirena ist nun einverstanden, ihn zu heiraten, falls er das noch möchte. Beeindruckt von so viel Opferbereitschaft lässt Adriano Osroa frei, verzeiht Aquilio, nimmt Sabina wieder an und vereint Farnaspe und Emirena.

## Geschichte
Adriano in Siria war das dritte Libretto des im Frühsommer 1730 nach Wien umgesiedelten Metastasio für das kaiserliche Wien, aufgeführt zur traditionellen Eröffnung der Wintersaison und anlässlich des Namenstages Karls VI. Erstdruck war von Johann Peter van Ghelen in Wien 1732. Die Erstaufführung als Oper des Hofkapellmeisters Antonio Caldara fand am 9. November 1732 am Wiener Hoftheater unter der Leitung des Komponisten statt. Das Bühnenbild schuf Antonio Galli da Bibiena.
Als Quellen für das Libretto nannte Metastasio den Geschichtsschreiber Dione Cassio und die Hadrian-Vita des Spartanius: Dion. Cass. lib. 19. Spart. in vit. Hadr. Cesar.:
- Cassius Dio, Römische Geschichte, Buch 19;
- eine Ausgabe der Historia Augusta, in der als Mitautor ein Aelius Spartanius genannt ist, die ab 1603 von Casaubonus herausgegeben wurde als Historiae Avgvstae Scriptores Sex. Aelius Spartianus, Iulius Capitolinus, Aelius Lampridius, Vulcatius Gallicanus, Trebellius Pollio, & Flauius Vopiscus. Isaacvs Casavbonvs ex vett. libris recensuit : idemque librum adiecit emendationvm ac notarvm, Paris, Drouart, 1603.

1754 wurde in Wien eine deutschsprachige Übersetzung dieses Librettos von Johann Georg Heubel unter dem Namen Adrianus in Syrien als Schauspiel aufgeführt.

## Vertonungen
Folgende Komponisten legten dieses Libretto einer Oper zugrunde:
| Komponist                                                  | Uraufführung                                                      | Aufführungsort        | Anmerkungen |  |
| ---------------------------------------------------------- | ----------------------------------------------------------------- | --------------------- | --- |  |
| Antonio Caldara                                            | 9. November 1732, Hoftheater                                      | Wien                  | 1737 Aufführung einer deutschsprachigen Fassung von Georg Caspar Schürmann als Der grossmüthige Hadrianus in Syrien im Hoftheater in Braunschweig |  |
| Geminiano Giacomelli                                       | 30. Januar 1733, Teatro San Giovanni Crisostomo                   | Venedig               | |  |
| anonym                                                     | 26.? Dezember 1733, Teatro della Pergola                          | Florenz               | weitere Aufführungen anonymer Vertonungen oder Pasticci 1737 im Herzoglichen Theater in Stuttgart; Karneval 1740 im Teatro Grande in Siena; am 20. Januar 1741 im Teatro Bonacossi in Ferrara; 1743 im Teatro Privilegiato in Wien; am 20. Januar 1745 in Görz; Karneval 1746 im Teatro San Sebastiano in Livorno; Karneval 1746 im Teatro de’ Nobili in Perugia; Karneval 1752 im Teatro in Cremona; Frühling 1769 im Teatro Falcone in Genua; um den 25. Dezember 1780 im Teatro di Santa Cecilia in Palermo |  |
| Pietro Giuseppe Sandoni                                    | Karneval 1734, Teatro Sant’Agostino                               | Genua                 | |  |
| Giovanni Battista Pergolesi → Adriano in Siria (Pergolesi) | 25. Oktober 1734, Teatro San Bartolomeo                           | Neapel                | mit den Intermezzi La contadina astuta bzw. Livietta e Tracollo (Libretto: Tommaso Mariani) |  |
| Francesco Maria Veracini                                   | 26. November 1735, King’s Theatre am Haymarket                    | London                | Libretto bearbeitet von Angelo Maria Cori |  |
| Riccardo Broschi                                           | 26. Dezember 1735, Teatro Regio Ducale                            | Mailand               | |  |
| Egidio Duni                                                | 27. Dezember 1735, Teatro Tordinona                               | Rom                   | |  |
| Giovanni Battista Ferrandini                               | Karneval 1737, Salvatortheater                                    | München               | |  |
| Giovanni Porta                                             | Karneval 1737, Teatro Regio Ducale Nuovo                          | Mantua                | im selben Jahr auch im Teatro Dolfin in Treviso |  |
| Johann Adolph Hasse                                        | 31. Oktober 1737                                                  | Vyškov                | erste Fassung. Manuskript im Museum Carolino Augusteum Salzburg |  |
| José de Nebra                                              | 1737                                                              | Madrid                | als Más gloria es triunfar de sí: Adriano en Siria |  |
| Giovanni Alberto Ristori                                   | 19. Dezember 1739, Teatro San Carlo                               | Neapel                | |  |
| Baldassare Galuppi                                         | Karneval 1740                                                     | Turin                 | erste Fassung |  |
| Giovanni Antonio Giay                                      | 6. Februar 1740, Teatro San Giovanni Crisostomo                   | Venedig               | |  |
| Giovanni Battista Lampugnani                               | Mai 1740, Teatro delle Grazie                                     | Vicenza               | |  |
| Pietro Giaino                                              | Karneval 1741, Teatro                                             | Brescia               | |  |
| Nicola Bonifacio Logroscino(?)                             | 1742                                                              |                       | |  |
| Giovanni Verocai (Symphonie, Arien und Chöre)              | Lichtmess 1745                                                    | Braunschweig          | als Die getreue Emirena Parthische Prinzessin, das deutschsprachige Libretto und vermutlich auch die Rezitative stammen von Georg Caspar Schürmann |  |
| Girolamo Abos                                              | 26. Dezember 1745, Teatro della Pergola                           | Florenz               | auch 1750 im Teatro Argentina, Rom |  |
| Carl Heinrich Graun                                        | 7. Januar 1746, Königliches Schauspielhaus                        | Berlin                | |  |
| Gaetano Latilla                                            | 18. Dezember 1747, Teatro San Carlo                               | Neapel                | |  |
| Vincenzo Legrenzio Ciampi                                  | um den 16. Januar 1748, Teatro San Cassiano                       | Venedig               | auch 1750 im King’s Theatre am Haymarket in London |  |
| Paolo Scalabrini                                           | 1749, Det Kongelige Teater                                        | Kopenhagen            | als Adriano |  |
| Ignazio Fiorillo                                           | 1750                                                              | Braunschweig          | |  |
| Antonio Gaetano Pampani                                    | 26. Dezember 1750, Teatro Regio Ducale                            | Mailand               | auch 1754 im Teatro Omodeo in Pavia |  |
| Giovanni Battista Pescetti                                 | 1750, Accademia degli Intronati                                   | Siena                 | als Il Farnaspe |  |
| Andrea Adolfati                                            | Karneval 1751, Teatro Falcone                                     | Genua                 | |  |
| Johann Adolph Hasse                                        | 17. Januar 1752, Hoftheater                                       | Dresden               | zweite Fassung; auch 1777 im Theater in Kassel |  |
| Giuseppe Scarlatti                                         | um den 26. Januar 1752, Teatro San Cassiano                       | Venedig               | auch am 27. August 1752 im Teatro in Lucca; am 19. Januar 1754 im Teatro San Sebastiano in Livorno; 1760 im Nuovo Teatro in Prag |  |
| Michelangelo Valentini                                     | Frühling 1753, Teatro Formagliari                                 | Bologna               | |  |
| Davide Perez                                               | Karneval 1754, Teatro de Salvaterra                               | Lissabon              | |  |
| Giuseppe Scolari                                           | 2. Februar 1754, Teatro San Samuele                               | Venedig               | |  |
| Nicola Conforto                                            | 4. November 1754, Teatro San Carlo                                | Neapel                | auch am 23. September 1757 im Real Teatro del Buen Retiro in Madrid |  |
| Andrea Bernasconi                                          | 5. Januar 1755, Hoftheater                                        | München               | |  |
| Francesco Brusa                                            | 29. Januar 1757, Teatro San Benedetto                             | Venedig               | |  |
| Francesco Antonio Uttini                                   | 25. August 1757, Schlosstheater                                   | Schloss Drottningholm | |  |
| Rinaldo di Capua                                           | 2. Januar 1758, Teatro Argentina                                  | Rom                   | |  |
| Baldassare Galuppi                                         | Frühling 1758                                                     | Livorno               | zweite Fassung; auch am 10. Juli 1759 im Teatro San Carlo in Neapel; am 14. Mai 1760 im Teatro San Salvatore in Venedig; im Herbst 1761 im Teatro di Santa Cecilia in Palermo; Karneval 1763 im Teatro della Racchetta in Udine |  |
| Giovanni Gualberto Brunetti                                | 31. Dezember 1758, Teatro Pubblico                                | Pisa                  | |  |
| Giovanni Battista Borghi                                   | Karneval 1759, Teatro Regio                                       | Turin                 | |  |
| Antonio Maria Mazzoni                                      | 14. Mai 1760, Teatro San Samuele                                  | Venedig               | |  |
| Johann Gottfried Schwanberger                              | August 1762, Hoftheater                                           | Braunschweig          | |  |
| Giuseppe Colla                                             | 31. Dezember 1762, Teatro Regio Ducale                            | Mailand               | |  |
| Gregorio Sciroli                                           | 6. Mai 1763, Teatro de la Santa Cruz                              | Barcelona             | |  |
| Marian Wimmer                                              | 1764                                                              | Salzburg              | |  |
| Johann Christian Bach                                      | 26. Januar 1765, King’s Theatre am Haymarket                      | London                | Verzierungen und Kadenzen von Wolfgang Amadeus Mozart KV 293e; die Aufführung 1765 in London galt als Misserfolg. Stimmlagen: Hadrian (Alt), Sabina (Sopran), Barsene (Sopran), Aquilio (Tenor), Osroa (Tenor), Emirena (Sopran), Farnaspes (Alt) |  |
| Pietro Alessandro Guglielmi                                | 26. Dezember 1765, Teatro San Benedetto                           | Venedig               | |  |
| Girolamo Mango                                             | Januar 1768, Hof von Raymund Anton von Strasoldo                  | Eichstätt             | als Adriano |  |
| Ignaz Holzbauer                                            | 5. November 1768, Hoftheater                                      | Mannheim              | |  |
| Gian Francesco de Majo                                     | Karneval 1769, Teatro delle Dame                                  | Rom                   | |  |
| Carlo Monza                                                | 4. November 1769, Teatro San Carlo                                | Neapel                | |  |
| Antonio Tozzi                                              | 17. Januar 1770, Teatro Ducale                                    | Modena                | |  |
| Antonio Sacchini                                           | Himmelfahrtsmesse 1771, Teatro San Benedetto                      | Venedig               | auch im Herbst 1771 im Königlichen Theater in Prag |  |
| Giacomo Insanguine                                         | 4. November 1773, Teatro San Carlo                                | Neapel                | |  |
| Gaetano Monti                                              | 31. Januar 1775, Teatro di Corte                                  | Modena                | |  |
| Josef Mysliveček                                           | 8. September 1776, Herbst, Teatro del Cocomero                    | Florenz               | auch Karneval 1777 im Teatro de’ Nobili in Perugia; Frühling 1777 im Teatro dei Quattro Cavalieri Associati in Pavia |  |
| Pasquale Anfossi                                           | Juni 1777, Teatro Nuovo                                           | Padua                 | laut Corago bereits im Juni 1771 (nicht durch Primärquellen belegt); auch im Herbst 1780 im Teatro Onigo in Treviso |  |
| Giuseppe Sarti                                             | 26. oder 28. Dezember 1778, Teatro Argentina                      | Rom                   | |  |
| Felice Alessandri                                          | 26. Dezember 1779, Teatro San Benedetto                           | Venedig               | |  |
| Giacomo Rust                                               | 26. Dezember 1781, Teatro Regio                                   | Turin                 | |  |
| Luigi Cherubini                                            | 16. April 1782, Teatro degli Armeni                               | Livorno               | |  |
| Sebastiano Nasolini                                        | 26. Dezember 1789, Teatro alla Scala                              | Mailand               | |  |
| Johann Simon Mayr                                          | 23. April 1798, Teatro San Benedetto                              | Venedig               | |  |
| Étienne-Nicolas Méhul → Adrien (Oper)                      | 4. Juni 1799, Opéra, revidierte Fassung: 26. Dezember 1801, Paris | Paris                 | Libretto bearbeitet in französischer Sprache als Adrien von François-Benoît Hoffman; revidiert am 26. Dezember 1801 in Paris; ursprüngliche Fassung: Adrien, empereur de Rome, 1790–1791, Aufführungsverbot; einzige Aufführung in Deutschland 1801 in Rheinsberg |  |
| Joseph Weigl                                               | 1807, Theater am Kärntnertor                                      | Wien                  | Libretto bearbeitet von Joseph Sonnleithner als Kaiser Hadrian |  |
| Vincento Migliorucci(?)                                    | 1811                                                              | Neapel                | |  |
| Marcos António Portugal                                    | 1813, Teatro Nuovo                                                | Padua                 | möglicherweise erst Karneval 1815 im Teatro Re in Mailand |  |
| Pietro Airoldi                                             | 1821, Teatro Carolino                                             | Palermo               | |  |
| Franciszek Mirecki                                         | vermutlich 1826                                                   |                       | |  |
| Saverio Mercadante                                         | 24. Februar 1828, Teatro de São Carlos                            | Lissabon              | Libretto bearbeitet in zwei Akten von Antonio Profumo |  |

## Aufnahmen und Aufführungen in neuerer Zeit
- Antonio Caldara:
  - Juli 1970: Aufführungsreihe im Bishop Otter College in Chichester unter der Leitung von Arthur Robson.[7]
- Carl Heinrich Graun:
  - 9. Juni 2024: Aufführung bei den Musikfestspielen Potsdam Sanssouci, Radiosendung auf Deutschlandfunk Kultur. Musikalische Leitung: Dorothee Oberlinger, Inszenierung und Choreografie: Deda Cristina Colonna, Ausstattung: Domenico Franchi, Licht: Stefano Mazzanti. Sänger: Valer Sabadus (Adriano), Roberta Mameli (Emirena), Bruno de Sá (Farnaspe), David Tricou (Osroa), Federico Fiorio (Aquilio), Keri Fuge (Sabina), Valerie Lauer (Barberina).[100][101]
- Giovanni Battista Pergolesi:
 → Adriano in Siria (Pergolesi)
- Francesco Maria Veracini:
  - 12. Dezember 2013: Aufführung im Juliusz Slowacki Theatre in Krakau mit Europa Galante unter der Leitung von Fabio Biondi. Sänger: Sonia Prina (Adriano), Ann Hallenberg (Farnaspe), Roberta Invernizzi (Emirena), Romina Basso (Sabina), Lucia Cirillo (Idalma), Ugo Guagliardo (Osroa).[24]
  - 2015: CD mit den Ausführenden von 2013.[102]

## Digitalisate
1. ↑  Johann Anton Koch: Des Herrn Abt Peter Metastasio Kayserl. Königl. Hofpoetens Dramatische Gedichte, aus dem Italiänischen übersetzt. Erster Band. Krauß, Frankfurt und Leipzig 1769. Digitalisat des Münchener Digitalisierungszentrums.
2. ↑  Johann Anton Koch: Des Herrn Abt Peter Metastasio Kayserl. Königl. Hofpoetens Dramatische Gedichte, aus dem Italiänischen übersetzt. Achter Band. Krauß, Frankfurt und Leipzig 1776. Digitalisat des Münchener Digitalisierungszentrums.
3. 1 2  Libretto (italienisch/deutsch) der Oper von Andrea Bernasconi, München 1755. Digitalisat des Münchener Digitalisierungszentrums.
4. ↑  Adrianus in Syrien. Ein Trauerspiel. Schauspiel von Johann Georg Heubel, Wien 1756. Digitalisat bei Google Books.
5. ↑  Libretto (deutsch von Antonio Prokoff) der Oper von Antonio Caldara, Wien 1732. Digitalisat bei Google Books.
6. ↑  Libretto (italienisch) der Oper von Geminiano Giacomelli, Venedig 1733. Digitalisat des Münchener Digitalisierungszentrums.
7. ↑  Libretto (italienisch/deutsch)  der Oper von anonym, Stuttgart 1737. Digitalisat im Corago-Informationssystem der Universität Bologna.
8. ↑  Libretto (italienisch)  der Oper von anonym, Ferrara 1741. Digitalisat im Corago-Informationssystem der Universität Bologna.
9. ↑  Libretto (italienisch)  der Oper von anonym, Wien 1743. Digitalisat im Corago-Informationssystem der Universität Bologna.
10. ↑  Libretto (italienisch)  der Oper von anonym, Görz 1745. Digitalisat im Corago-Informationssystem der Universität Bologna.
11. ↑  Libretto (italienisch)  der Oper von anonym, Cremona 1751. Digitalisat im Corago-Informationssystem der Universität Bologna.
12. ↑  Libretto (italienisch)  der Oper von Pietro Giuseppe Sandoni, Genua 1734. Digitalisat im Corago-Informationssystem der Universität Bologna.
13. ↑  Partitur der Oper von Giovanni Battista Pergolesi, Neapel 1734. Digitalisat im International Music Score Library Project.
14. ↑  Libretto (italienisch)  der Oper von Riccardo Broschi, Mailand 1735. Digitalisat im Corago-Informationssystem der Universität Bologna.
15. ↑  Libretto (italienisch)  der Oper von Egidio Duni, Rom 1736. Digitalisat im Corago-Informationssystem der Universität Bologna.
16. ↑  Partitur der Oper von Giovanni Battista Ferrandini. Digitalisat der Staats- und Universitätsbibliothek Dresden.
17. ↑  Libretto (italienisch)  der Oper von Giovanni Porta, Mantua 1737. Digitalisat im Corago-Informationssystem der Universität Bologna.
18. ↑  Libretto (italienisch)  der Oper von Giovanni Porta, Treviso 1737. Digitalisat im Corago-Informationssystem der Universität Bologna.
19. ↑  Partitur der Oper von Giovanni Alberto Ristori, um 1739. Digitalisat der Staats- und Universitätsbibliothek Dresden.
20. ↑  Libretto (italienisch) der Oper von Baldassare Galuppi, Turin 1740. Digitalisat des Münchener Digitalisierungszentrums.
21. ↑  Libretto (italienisch) der Oper von Giovanni Antonio Giay, Venedig 1740. Digitalisat des Museo internazionale e biblioteca della musica di Bologna.
22. ↑  Libretto (italienisch)  der Oper von Giovanni Battista Lampugnani, Vicenza 1740. Digitalisat im Corago-Informationssystem der Universität Bologna.
23. ↑  Libretto (italienisch)  der Oper von Pietro Giaino, Brescia 1741. Digitalisat im Corago-Informationssystem der Universität Bologna.
24. ↑  Partitur der Oper von Carl Heinrich Graun, 1746. Digitalisat im International Music Score Library Project.
25. ↑  Libretto (italienisch)  der Oper von Gaetano Latilla, Neapel 1747. Digitalisat im Corago-Informationssystem der Universität Bologna.
26. ↑  Libretto (italienisch) der Oper von Vincenzo Legrenzio Ciampi, Venedig 1748. Digitalisat des Museo internazionale e biblioteca della musica di Bologna.
27. ↑  Libretto (italienisch) der Oper von Antonio Gaetano Pampani, Mailand 1750. Digitalisat bei Google Books.
28. ↑  Libretto (italienisch) der Oper von Giovanni Battista Pescetti, Siena 1750. Digitalisat im Internet Archive.
29. ↑  Libretto (italienisch) der Oper von Andrea Adolfati, Genua 1751. Digitalisat im Internet Archive.
30. ↑  Libretto (italienisch)  der Oper von Giuseppe Scarlatti, Venedig 1752. Digitalisat im Corago-Informationssystem der Universität Bologna.
31. ↑  Libretto (italienisch) der Oper von Michelangelo Valentini, Bologna 1753. Digitalisat des Museo internazionale e biblioteca della musica di Bologna.
32. ↑  Libretto (italienisch) der Oper von Giuseppe Scolari, Venedig 1754. Digitalisat des Museo internazionale e biblioteca della musica di Bologna.
33. ↑  Libretto (italienisch/spanisch) der Oper von Nicola Conforto, Madrid 1757. Digitalisat bei Google Books.
34. ↑  Partitur der Oper von Andrea Bernasconi, um 1755 in der Deutschen Digitalen Bibliothek. Digitalisat des Münchener Digitalisierungszentrums.
35. ↑  Libretto (italienisch)  der Oper von Francesco Brusa, Venedig 1757. Digitalisat im Corago-Informationssystem der Universität Bologna.
36. ↑  Libretto (italienisch) der Oper von Baldassare Galuppi, Livorno 1758. Digitalisat bei cineca.it.
37. ↑  Libretto (italienisch) der Oper von Giovanni Gualberto Brunetti, Pisa 1759. Digitalisat im Internet Archive.
38. ↑  Libretto (italienisch)  der Oper von Antonio Maria Mazzoni, Venedig 1760. Digitalisat im Corago-Informationssystem der Universität Bologna.
39. ↑  Libretto (italienisch) der Oper von Giuseppe Colla, Mailand 1763. Digitalisat im Internet Archive.
40. ↑  Libretto (italienisch/spanisch) der Oper von Gregorio Sciroli, Barcelona 1763. Digitalisat bei Google Books.
41. ↑  Libretto (italienisch/deutsch) der Oper von Girolamo Mango, Eichstätt 1768. Digitalisat des Münchener Digitalisierungszentrums.
42. ↑  Libretto (italienisch) der Oper von Gian Francesco de Majo, Rom 1769. Digitalisat des Museo internazionale e biblioteca della musica di Bologna.
43. ↑  Libretto (italienisch) der Oper von Carlo Monza, Neapel 1769. Digitalisat bei Google Books.
44. ↑  Libretto (italienisch)  der Oper von Antonio Tozzi, Modena 1770. Digitalisat im Corago-Informationssystem der Universität Bologna.
45. ↑  Libretto (italienisch) der Oper von Antonio Sacchini, Venedig 1771. Digitalisat des Museo internazionale e biblioteca della musica di Bologna.
46. ↑  Libretto (italienisch)  der Oper von Gaetano Monti, Modena 1775. Digitalisat im Corago-Informationssystem der Universität Bologna.
47. ↑  Libretto (italienisch) der Oper von Josef Mysliveček, Florenz 1776. Digitalisat des Museo internazionale e biblioteca della musica di Bologna.
48. ↑  Libretto (italienisch) der Oper von Pasquale Anfossi, Treviso 1780. Digitalisat im Internet Archive.
49. ↑  Libretto (italienisch) der Oper von Giacomo Rust, Turin 1782. Digitalisat des Münchener Digitalisierungszentrums.
50. ↑  Libretto (italienisch) der Oper von Luigi Cherubini, Livorno 1782. Digitalisat des Museo internazionale e biblioteca della musica di Bologna.
51. ↑  Libretto (italienisch) der Oper von Sebastiano Nasolini, Mailand 1790. Digitalisat im Internet Archive.
52. ↑  Libretto (italienisch)  der Oper von Giovanni Simone Mayr, Venedig 1798. Digitalisat im Corago-Informationssystem der Universität Bologna.
53. ↑  Libretto (deutsch) der Oper von Joseph Weigl, Wien 1807. Digitalisat des Münchener Digitalisierungszentrums.
54. ↑  Libretto (italienisch) der Oper von Marcos António Portugal, Mailand 1815. Digitalisat im Internet Archive.
55. ↑  Libretto (italienisch) der Oper von Pietro Airoldi, Palermo 1821. Digitalisat des Museo internazionale e biblioteca della musica di Bologna.
56. ↑  Partitur der Oper von Saverio Mercadante, Lissabon 1828. Digitalisat im International Music Score Library Project.